# Phare de Soure
Le phare de Soure (en portugais : Farol de Soure) est un phare situé dans la ville de Soure sur la grande île de Marajó, face à Belém (État de Pará - Brésil).
Ce phare est la propriété de la Marine brésilienne  et il est géré par le Centro de Sinalização Náutica e Reparos Almirante Moraes Rego (CAMR) au sein de la Direction de l'Hydrographie et de la Navigation (DHN).

## Description
C'est une tour quadrangulaire en béton de 30 m de haut, avec  lanterne au sommet. Elle est construite sur une plateforme carrée sur le côté ouest de l'île de Marajó. Elle est peinte en blanc avec quatre bandes horizontales rouges.
Le phare est érigé dans la ville de Soure au nord de Belém, dans la baie de Guajará. Il émet, à 35 m au-dessus du niveau de la mer, deux éclats blancs toutes les 10 secondes. Sa portée maximale est d'environ 29 kilomètres. 
Identifiant : ARLHS : BRA198 ; BR0167 - Amirauté : G0021.5 - NGA : 110-17560 .